# Heriades gracilior
Heriades gracilior är en biart som beskrevs av Cockerell 1897. Heriades gracilior ingår i släktet väggbin, och familjen buksamlarbin. Inga underarter finns listade i Catalogue of Life.